# Jill Abramson
Jill Abramson (Nova York, 19 de març de 1954) és una periodista, escriptora i acadèmica estatunidenca. Fou editora en cap de The New York Times des de setembre de 2011 fins al maig de 2014, essent la primera dona a ser l'editora executiva d'aquest mitjà en 160 anys d'història del diari.

## Formació i carrera professional
Va estudiar Història i Literatura al Radcliffe College el 1976. Mentre era estudiant de Harvard, on es graduà cum laude, va ser l'editora d'arts de The Harvard Independent, i va treballar a la revista Time des de 1973 fins a 1976. Posteriorment, va passar gairebé una dècada com a reportera sènior a The American Lawyer. El 1986 va ser nomenada redactora en cap de Legal Times a Washington, DC, i hi treballà durant dos anys. De 1988 a 1997, va ser periodista sènior a l'oficina de Washington de The Wall Street Journal, i finalment va arribar a ser subdirectora de l'oficina. Es va incorporar al The New York Times el 1997, convertint-se en cap de l'oficina de Washington el desembre de 2000.
El 2016 fou contractada com a columnista al Guardian US. És també autora de diversos llibres de ficció i assaig lligats al dret i al periodisme: Strange Justice (1995) amb Jane Mayer; Obama: The Historic Journey (2009) amb Bill Keller; The Puppy Diaries: Raising a Dog Named Scout (2011).
Va ser elegida membre de l'Acadèmia Americana de les Arts i les Ciències el 2001.
Al 2012 fou considerada una de les dones més poderoses del món, segons la revista Forbes.